# Darilo treh kraljev
Darilo treh kraljev (izvirno The Gift of the Magi) je kratka zgodba ameriškega pisatelja O. Henryja (psevdonim Williama Sydneya Porterja). Zgodba govori o mladem poročenem paru, ženski in moškem, ki se spopadeta z izzivom iskanja skrivnega božičnega darila za partnerja, čeprav imata za nakup na voljo zelo malo denarja. Zgodba je zaradi svoje sentimentalnosti in moralnega poduka o dajanju daril zelo priljubljena. Na podlagi zgodbe pogosto nastajajo priredbe, še posebej za različne predstavitve v božičnem času. Zgodba in njen končni preobrat sta široko poznana, njen poduk pogosto uporabljajo za namene ironije ali humorja. O. Henry naj bi zgodbo napisal v krčmi Pete's Tavern na trgu Irving Place v New Yorku. Zgodba je O. Henryjevo najslavnejše literarno delo, pogosto se jo omenja kar kot njegov literarni podpis.

## Zgodba
James Dillingham Young, krajše Jim, in njegova žena Della sta mlada poročenca, ki se zelo ljubita. Njuno ekonomsko stanje je slabo, saj si lahko le s težavo privoščita enosobno stanovanje. Della se odloči, da bo Jimu za božič podarila kovinski pašček za njegovo ročno uro, ki stane 21 dolarjev, ona pa ima le 1 dolar in 87 centov. Della ugotovi, da so edina vredna stvar, ki jo ima, njeni lasje, zato se odloči, da si bo postrigla lase, da bi lahko s pridobljenim denarjem Jimu kupila darilo. Ko napoči čas za izmenjavo daril, Jim Delli podari čudovit set glavnikov iz želvjega oklepa in draguljev za njene dolge rjave lase, ki so nekoč segli vse do kolen. Ko razočaran ugotovi, da si jih je postrigla, sledi nov šok, ko Della Jimu podari pašček za ročno uro. Kajti Jim prav tako ni imel denarja za darilo in je prodal svojo ročno uro, da bi svoji ženi kupil glavnike. Čeprav sta tako oba razočarana, ker sta bili njuni darili neuporabni, sta vseeno zadovoljna z dariloma, ki predstavljata njuno ljubezen.
Zgodba se zaključi z avtorjevim vložkom, saj avtor njuno dejanje vzajemnega žrtvovanja svojih dragocenosti primerja z zgodbo svetih treh kraljeh:
Sveti trije kralji so, kot veste, bili modri možje - čudovito modri možje - ki so novorojenemu kralju Judov v jasli prinašali darila. Oni so izumili umetnost dajanja božičnih daril. Bili so modri, njihova darila so bila nedvomno modra, mogoče so celo omogočali možnost izmenjave v primeru podvajanja. In na tem sem ohlapno zgradil dolgočasno kroniko dveh prismojenih otrok v stanovanju, ki sta druga za drugega povsem nespametno žrtvovala največja zaklada svojega doma. Toda v zadnji besedi modrim teh dni naj bo povedano, da sta bila onadva najmodrejša izmed vseh, ki dajejo darila. Od vseh, ki dajejo in prejemajo darila, onadva sta najmodrejša. Povsod sta najmodrejša. Onadva sta sveta kralja.